# اللوح المحفوظ

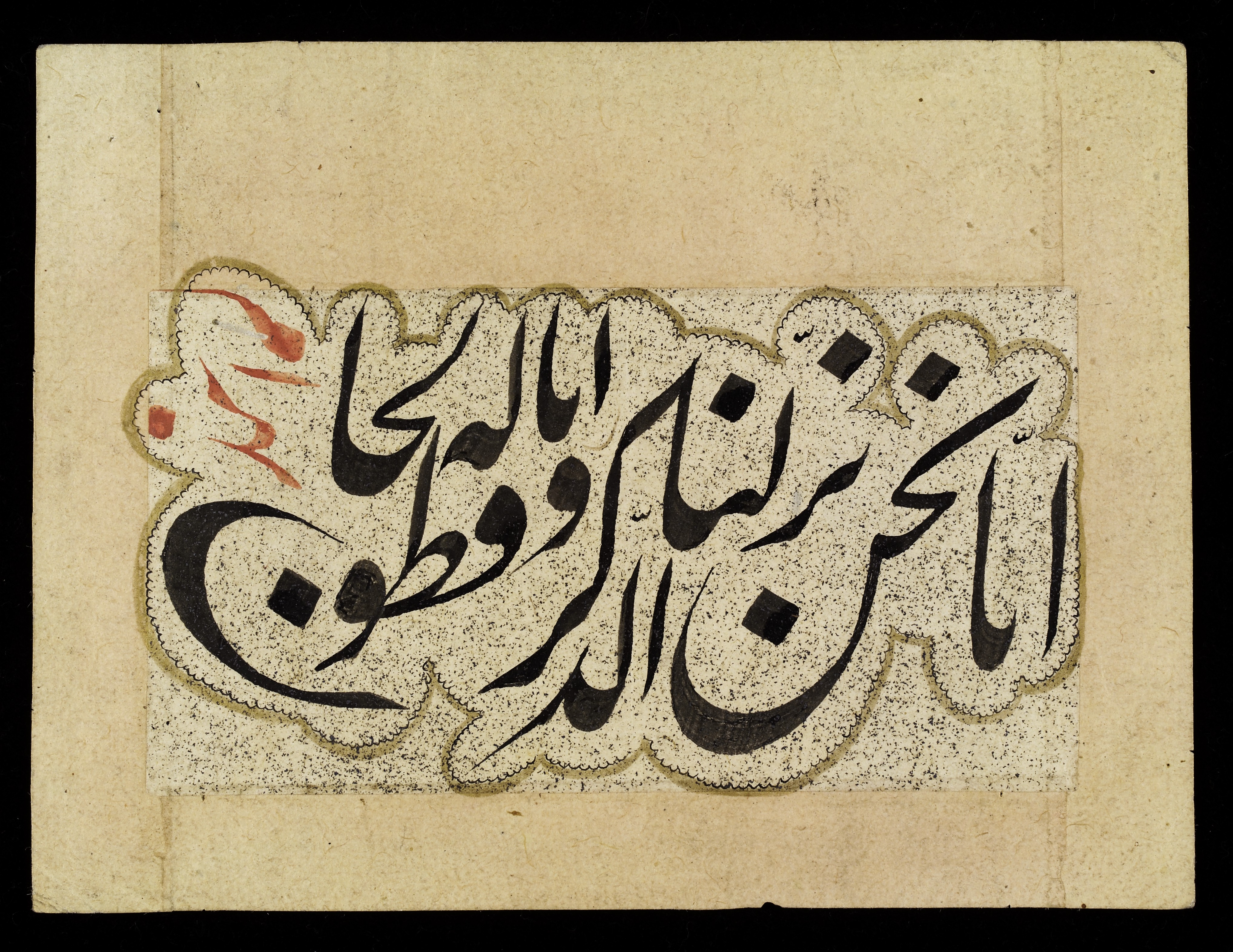
الآية التاسعة من سورة الحجر: إِنَّا نَحْنُ نزلْنَا الذِّكْرَ وَإِنَّا لَهُ لَحَافِظُونَ.

اللوح المحفوظ هو مصطلح في العقيدة الإسلامية يدل، بشكل عام، على أداة حفظ بها الله مقادير الخلق قبل أن يخلقهم وهو مستودعٌ لمشيئاته.
ظهر في القرآن الكريم بشكل مباشر في سورة البروج والتي ربطته بالقرأن الكريم نفسه. كما ظهر في أيات أخريات بشكل غير مباشر بتعابير مثل «الكتاب» و«الإمام المبين» و«أم الكتاب».وتم تفسير المعنى الحقيقي للوح المحفوظ في الأحاديث النبوية وعن طريق مفسري القرأن والسُّنَّة. وهناك ملل أخرى فسرته بحسب معتقداتها.

## في القرآن
فسرت كل الأيات القرأنية التي تدل على اللوح المحفوظ على أنه هو أم الكتاب الذي عند الله تعالى المدوّن فيه كل شيء إذ أن الله وضع كل سنن ومجريات الحياة وما سيحدث في الكون منذ خلقه للكون وحتى نهايته وحفظها بشكل غير قابل للتغيير. واختلف حول نوعية وشكل اللوح فمنهم من قال أنه لوح مكتوب ومنهم من قال أنه على جبهة اسرافيل.
الأيات التي تدل على اللوح المحفوظ في القرأن هي:
- ﴿فِي لَوْحٍ مَحْفُوظٍ ۝٢٢﴾ [البروج:22] وهو مذكور بشكل مباشر. وفسره الطبري على أنه إما لوح منقوش حماه الله من الزيادة والنقصان أو أنه على جبهة إسرافيل.(الطبري) أما ابن كثير فأضاف أنه «لوح من درة بيضاء طوله ما بين السماء والأرض وعرضه ما بين المشرق والمغرب وحافتاه الدر والياقوت ودفتاه ياقوتة حمراء وقلمه نور وكلامه معقود بالعرش وأصله في حجر ملك.»[2]
- ﴿أَلَمْ تَعْلَمْ أَنَّ اللَّهَ يَعْلَمُ مَا فِي السَّمَاءِ وَالْأَرْضِ إِنَّ ذَلِكَ فِي كِتَابٍ إِنَّ ذَلِكَ عَلَى اللَّهِ يَسِيرٌ ۝٧٠﴾ [الحج:70]، ففسر ابن عطية كلمة «كتاب» هنا أنها تدل على اللوح المحفوظ كما ذكر الطبري (الطبري). أما ابن كثير ففصل أن اللوح المحفوظ خلق بعدما خلق الله القلم وأمره أن يكتب علمه في خلقه إلى يوم الساعة.[2]
- ﴿إِنَّا نَحْنُ نُحْيِي الْمَوْتَى وَنَكْتُبُ مَا قَدَّمُوا وَآثَارَهُمْ وَكُلَّ شَيْءٍ أَحْصَيْنَاهُ فِي إِمَامٍ مُبِينٍ ۝١٢﴾ [يس:12] ففسر القرطبي[3] أن ابن كثير ربط مصطلح «الإمام مبين» على أنه «اللوح المحفوظ».[2] بينما ربط المفسرون الأخرون الإمام المبين بأنه أم الكتاب والتي هي اللوح المحفوظ (القرطبي).
- ﴿مَا أَصَابَ مِنْ مُصِيبَةٍ فِي الْأَرْضِ وَلَا فِي أَنْفُسِكُمْ إِلَّا فِي كِتَابٍ مِنْ قَبْلِ أَنْ نَبْرَأَهَا إِنَّ ذَلِكَ عَلَى اللَّهِ يَسِيرٌ ۝٢٢﴾ [الحديد:22] ففسر القرطبي كلمة «كتاب» الواردة في هذه الآية على أنها اللوح المحفوظ. (القرطبي)

## وصف اللوح المحفوظ
هناك اختلافات في توصيف اللوح المحفوظ بحسب المفسرين المسلمين. جاء في كتاب فتح الباري «ان اللوح المحفوظ هو فوق العرش» كما ذكر القرطبي عن ابن عباس أن: «اللوح من ياقوتة حمراء، أعلاه معقود بالعرش، وأسفله في حِجْر ملك يقال له ماطريون... ينظر الله عز وجل فيه كل يوم ثلاثمائة وستين نظرة»؛ وعن أنس أنه قال: «إن اللوح المحفوظ هو في جبهة إسرافيل»؛ وعن مقاتل أن: «اللوح المحفوظ عن يمين العرش» وذكر الأصبهاني عن سعيد بن جبير أنه قال أن «اللوح من ياقوتة وانا اقول كان من زمرد، كتابتها من الذهب، وكَتَبَها الرحمن عز وجل بيده، وسمع أهل السماوات صرير القلم» (4) وذكر السيوطي عن ابن عباس أن: «خلق الله اللوح المحفوظ لمسيرة مائة عامٍ». أما ابن كثير فذكر عن ابن عباس أن «اللوح المحفوظ طوله ما بين السماء والأرض وعرضه ما بين المشرق والمغرب وهو من درة بيضاء»

### في الأحاديث النبوية
- قال رسول الله: «كان الله ولم يكن شيء غيره، وكان عرشه على الماء، وكتب في الذكر كل شيء، وخلق السموات والأرض».
- روى البخاري في صحيحه عن النبي: «كان الله ولم يكن شيء غيره، وكان عرشه على الماء، وكتب في الذكر كل شيء، وخلق السموات والأرض». قال الحافظ ابن حجر «أن المراد بالذكر هنا: هو اللوح المحفوظ وورد أيضا في القرآن في قول القرآن في سورة البروج الآية 22».
- ونسب إلى ابن عباس أنه قال: "اللوح من ياقوتة حمراء أعلاه معقود بالعرش وأسفله في حجر ملك، كتابه نور، وقلمه نور ينظر الله عز وجل فيه كل يوم ثلاثمائة وستين نظرة ليس منها نظرة إلا وهو يفعل ما يشاء: يرفع وضيعاً، ويضع رفيعاً يغني فقيراً ويفقر غنياً، يحيي ويميت ويفعل ما يشاء لا إله إلاَّ هو."
ومنها أنه قال: خلق الله اللوح المحفوظ لمسيرة مائة عامٍ فقال للقلم قبل أن يخلق الخلق: اكتب علمي في خلقي، فجرى بما هو كائن إلى يوم القيامة".

### عند الشيعة
وعند الشيعة، المقدرات الإلاهية محفوظة في كتابين هما كتاب اللوح المحفوظ وكتاب المحو والإثبات. فمحتوى الأول لا يمكن تبديله أما الثاني فيبدل بحسب تصرفات ودرجة إيمان الإنسان.

### عند الملل الأخرى
- الصوفية: يعتبر الجيلي أن حقيقة «اللوح المحفوظ هي النفس الكلية، أي نفس الإنسان الكامل. فهي النفس التي تتكشف فيها حقائق الوجود المطلق، لأنها هي نفسها تجسيدا له. فاللوح المحفوظ الذي يحتفظ على معاني القرآن وتبدله في الصور ما هو إلا نفس العارف الكلية... هو لوح الوجود الدائم ولوح الكشف الدائم. إذ ليس اللوح المحفوظ سوى نفس العارف».[11] كما يعتبر بعض الصوفيون المتأثيرين بالأفلاطنية المحدثة أن الكون يحتوى على 300 لوح محفوظ (أي عناقيد المجرات الهائلة)، كل منها يتحكم بثمانين ألف حظيرة (مجرة) وكل حظيرة تتحكم بثلاثة عشر مليون نظام نجمي. وهناك مليار نظام نجمي يحوي على الحياة في أحد كواكبها. ويدور في فلك كل نجمة 9 أو 12 أو 13 كوكبا.[12]
- المعاصرين: يعتبر المسلمون أن «اللوح المحفوظ» هو الكتاب الذي كتب الله فيه مقادير الخلق قبل أن يخلقهم.  قال الله تعالى: (ألم تعلم أن الله يعلم ما في السماء والأرض إن ذلك في كتاب) [الحج:70 ] قال ابن عطية: هو اللوح المحفوظ. وقال تعالى: (ما أصاب من مصيبة في الأرض ولا في أنفسكم إلا في كتاب من قبل أن نبرأها) [الحديد: 22 ] قال القرطبي يعني اللوح المحفوظ.  وقد روى البخاري في صحيحه من حديث عمران بن حصين - الطويل - وفيه أن النبي صلى الله عليه وسلم قال: «كان الله ولم يكن شيء غيره، وكان عرشه على الماء، وكتب في الذكر كل شيء، وخلق السموات والأرض». قال الحافظ ابن حجر أن المراد بالذكر هنا: هو اللوح المحفوظ. وذكرت كتب التفسير وغيرها آثاراً عن ابن عباس في وصفه منها أنه قال: اللوح من ياقوتة حمراء أعلاه معقود بالعرش وأسفله في حجر ملك، كتابه نور، وقلمه نور ينظر الله عز وجل فيه كل يوم ثلاثمائة وستين نظرة ليس منها نظرة إلا وهو يفعل ما يشاء: يرفع وضيعاً، ويضع رفيعاً يغني فقيراً ويفقر غنياً، يحيي ويميت ويفعل ما يشاء لا إله إلاَّ هو. ومنها أنه قال: خلق الله اللوح المحفوظ لمسيرة مائة عامٍ فقال للقلم قبل أن يخلق الخلق: اكتب علمي في خلقي، فجرى بما هو كائن إلى يوم القيامة. أما الاطلاع على اللوح المحفوظ فلم ينقل من وجه ثابت أن الله تعالى أطلع عليه أحداً من الناس، ولو أمكن ذلك لاحد لأطلع عليه رسوله محمداً صلى الله عليه وسلم، الذي انتهى إلى منتهى لم يبلغه أحد حتى جبريل عليه السلام، وذلك ليلة أسرى به صلوات الله وسلامه عليه. وأما الإطلاع على بعض غيب الله، مما تضمنه اللوح المحفوظ، فمن الممكن أن يحصل لمن يشاء الله تعالى من عباده فقد أطلع الأنبياء بطريق الوحي على كثير من المغيبات. كما حصل ويحصل لبعض عباد الله الصالحين عن طريق المكاشفات والإلهامات الإلهية. .[13]

### في الأديان الأخر
المسيحية: يذكر في الإنجيل مصطلح «سفر الحياة» التي يعتبره البعض أنه اللوح المحفوظ إذ ورد في سفر الرؤيا 8-17: «الذين ليست اسماؤهم مكتوبة في سفر الحياة منذ تاسيس العالم».
اليهودية: وهناك من ربط فكرة «لوائح موسى» باللوح المحفوظ مع الاختلاف إذ ربطوا بين احتواء الإثنين على قوانين الله. إذ وورد في سفر ملوك الأول 8 - 9 وفي رسالة العبرانيين 9 - 3 و4 أن لوحي موسى حُفظا في تابوت العهد الذي صنعه موسى حسب أمر الله وهو ما هو معنى اللّوح المحفوظ، أو بالحري معنى اللوحين المحفوظين.
السومارية: اعتقد السومريون بوجود ألواح طينية محفوظة في السماء عند الألهة.
الإيزيدية:  تؤمن الديانة الايزيدية بوجود لوح محفوظ عند إله الأيزيدية.